# Gustav Gottenkieny
Gustav Gottenkieny (Winterthur, 8 maggio 1896 – Zurigo, 10 settembre 1959) è stato un calciatore svizzero.

## Carriera
Ha giocato i Giochi olimpici del 1924 con la Nazionale di calcio della Svizzera, squadra che arrivò seconda dietro l'Uruguay.

## Palmarès

### Club

#### Competizioni nazionali
- Campionato svizzero: 3

Grasshoppers: 1920-1921, 1926-1927, 1927-1928
- Coppa Svizzera: 2

Grasshoppers: 1925-1926, 1926-1927

### Nazionale
- Argento olimpico: 1

Parigi 1924